# Тоёда, Мицуё
Мицуё Тёода (яп. 豊田ミツエ, 15 февраля 1902 года — 25 августа 2016 года) — японская долгожительница, возраст которой подтверждён Исследовательской группой геронтологии (GRG). По состоянию на 2022 год она является самым старым подтверждённым человеком из префектуры Оита. На момент смерти она была третьим по возрасту человеком в Японии после Наби Тадзимы и Тиё Мияко. До 30 августа 2022 года, она входила в список 100 старейших людей в мировой истории. Её возраст на момент смерти составлял 114 лет 192 дня.

## Биография
Мицуё Тоёда родилась в Японии 15 февраля 1902 года. В июне 1999 года она переехала в дом престарелых Ямакаэн в Ямагамати, город Кицуки.
После смерти 108-летней Кадзуэ Инамори 7 ноября 2009 года Тоёда стала самым старым человеком в префектуре Оита, этот титул она носила вместе с Хадзимэ Фудзитой до его смерти 3 октября 2012 года.
В октябре 2011 года сообщалось, что Тоёда была энергичной бабушкой. В сентябре 2014 года её посетил губернатор префектуры Оита. В то время сообщалось, что у нее плохой слух и ухудшающееся зрение, но она ела без посторонней помощи.
Мицуё Тоёда умерла в городе Кицуки 25 августа 2016 года, в возрасте 114 лет 192 дня. На момент смерти она была шестым по возрасту подтверждённым человеком в мире и предпоследней японкой (после Юки Хино), родившейся в 1902 году. После её смерти самым старым жителем префектуры Оита стала 109-летняя Камэо Оя.